# Club Deportivo Altorricón

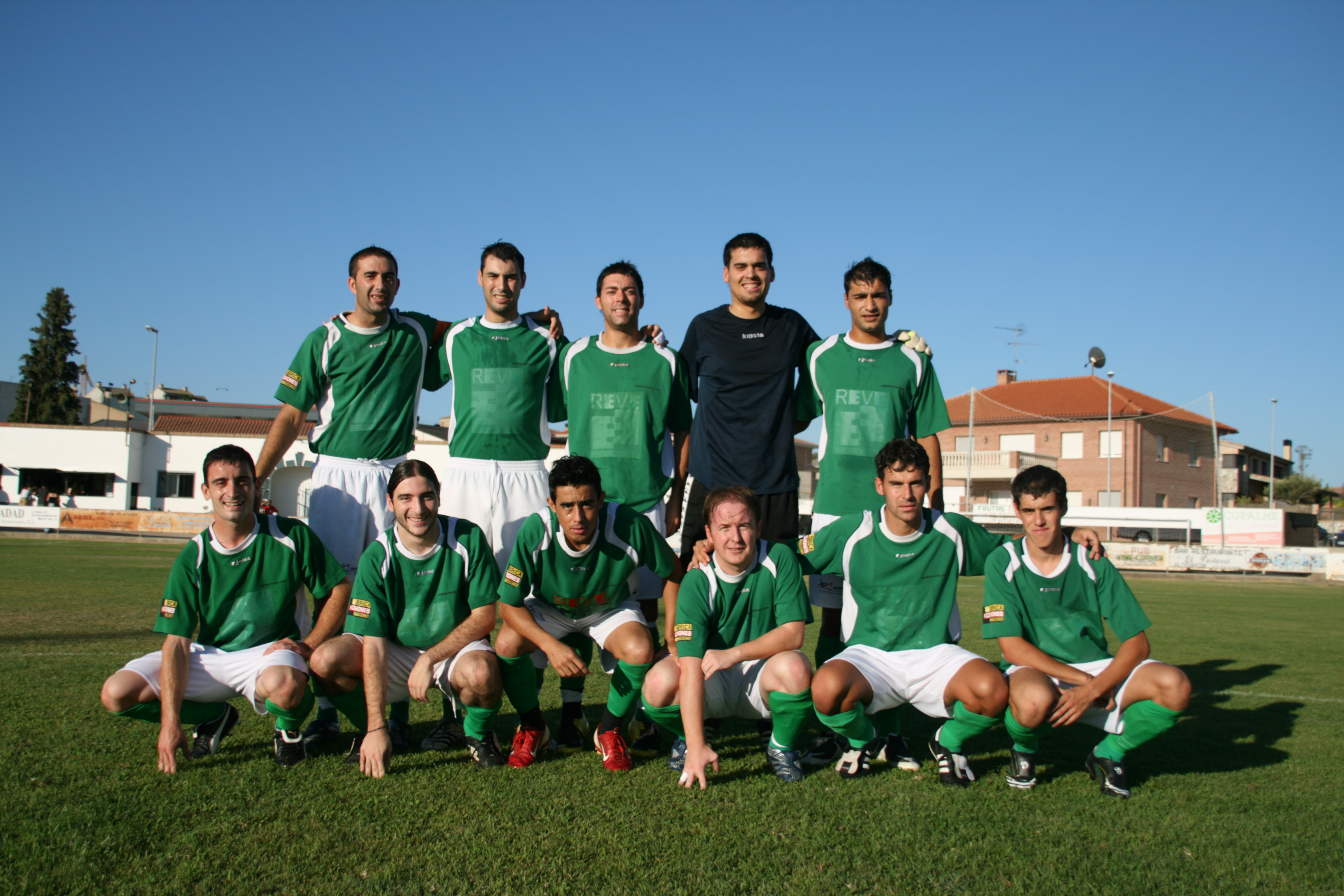
El Club Deportivo Altorricón en un encuentro como local en el Municipal de Deportes en 2008.

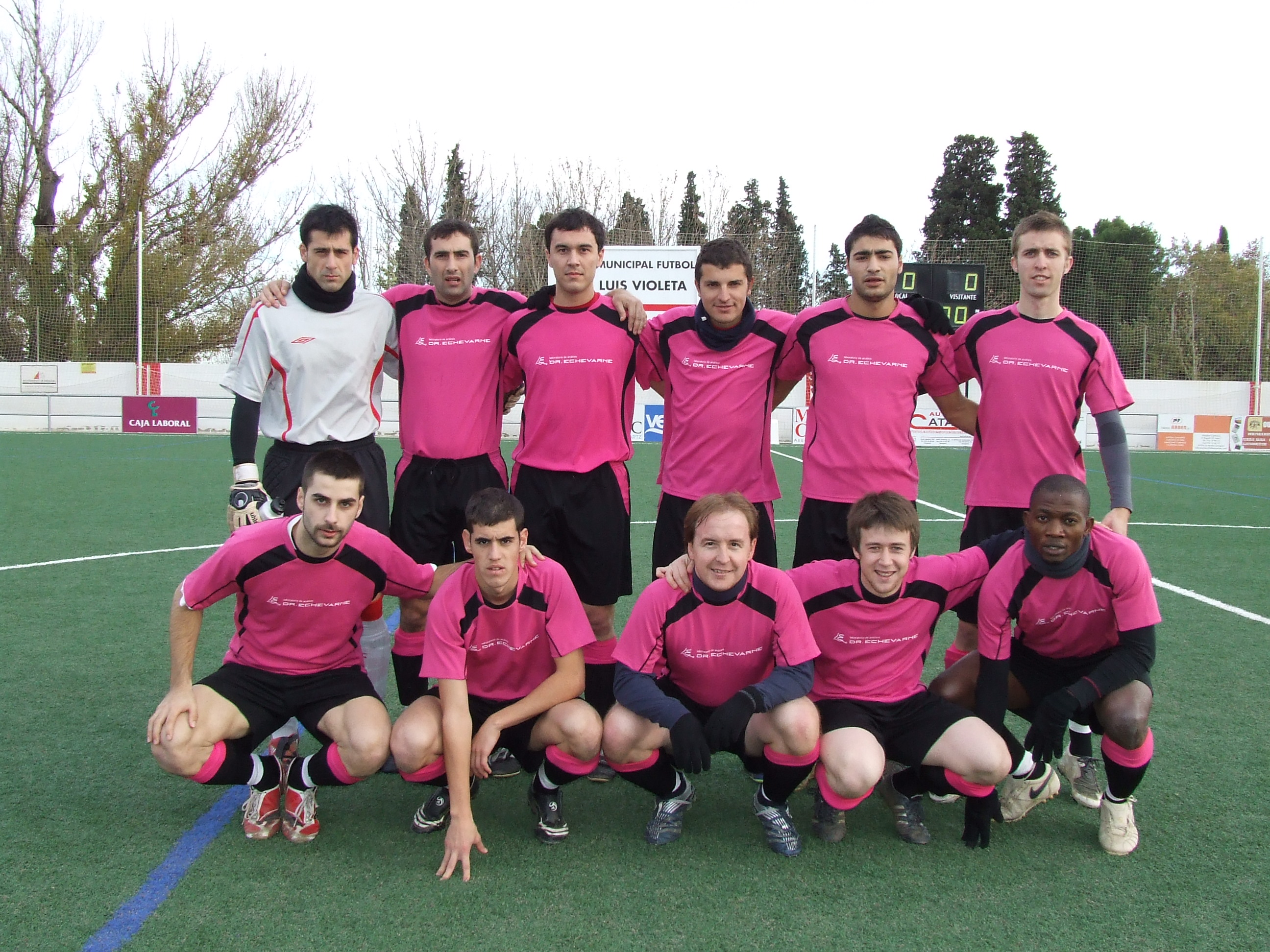
Alineación del Altorricón como visitante en un partido de la temporada 2008-09, en los campos de la Federación en Zaragoza.

El Club Deportivo Altorricón es un club de fútbol español de la localidad literana de Altorricón, en Huesca, Aragón. Fundado en 1930, actualmente juega en la Regional Preferente de Aragón (Grupo I).

## Historia
Veterano equipo del fútbol regional aragonés, fue fundado en los años 1930, si bien en la comarca es notoria la presencia de clubes decanos como el C. D. Binéfar o el C. D. J. Tamarite, el Altorricón compitió durante casi toda su historia en categorías algo inferiores a las de las dos capitales de La Litera.
En 2001 consiguió un mítico ascenso por primera vez en su historia a la Tercera División de España. Fue de nuevo en 2010, de la mano de Félix Jiménez como entrenador del club cuando retornarían a la cuarta división del fútbol español.

## Estadio
El Altorricón juega sus partidos en el Municipal de Deportes de la localidad. La superficie de juego es de césped natural.

## Uniforme
- Uniforme titular: Camiseta verde, pantalón blanco y medias verdes.
- Uniforme suplente: Camiseta fucsia, pantalón y medias negras.

## Datos del club
- Temporadas en Tercera División / Tercera Federación: 3.
- Mejor puesto en liga: 17.º (temporada 2010-11).
- Peor puesto en liga: 20.º (temporada 2001-02 y 2013-14).

## Palmarés

### Campeonatos regionales
- Regional Preferente de Aragón (1): 2012-13 (Grupo 1).
- Primera Regional de Aragón (2): 2005-06 (Grupo 2), 2017-18 (Grupo 2).
- Segunda Regional de Aragón (1): 1998-99 (Grupo 4).
- Subcampeón de la Regional Preferente de Aragón (1): 2000-01 (Grupo 2).
- Subcampeón de la Primera Regional de Aragón (2): 1999-00 (Grupo 2), 2021-22 (Grupo 2).
- Subcampeón de la Segunda Regional de Aragón (1): 1969-70 (Huesca).